# Schloss Griebenow

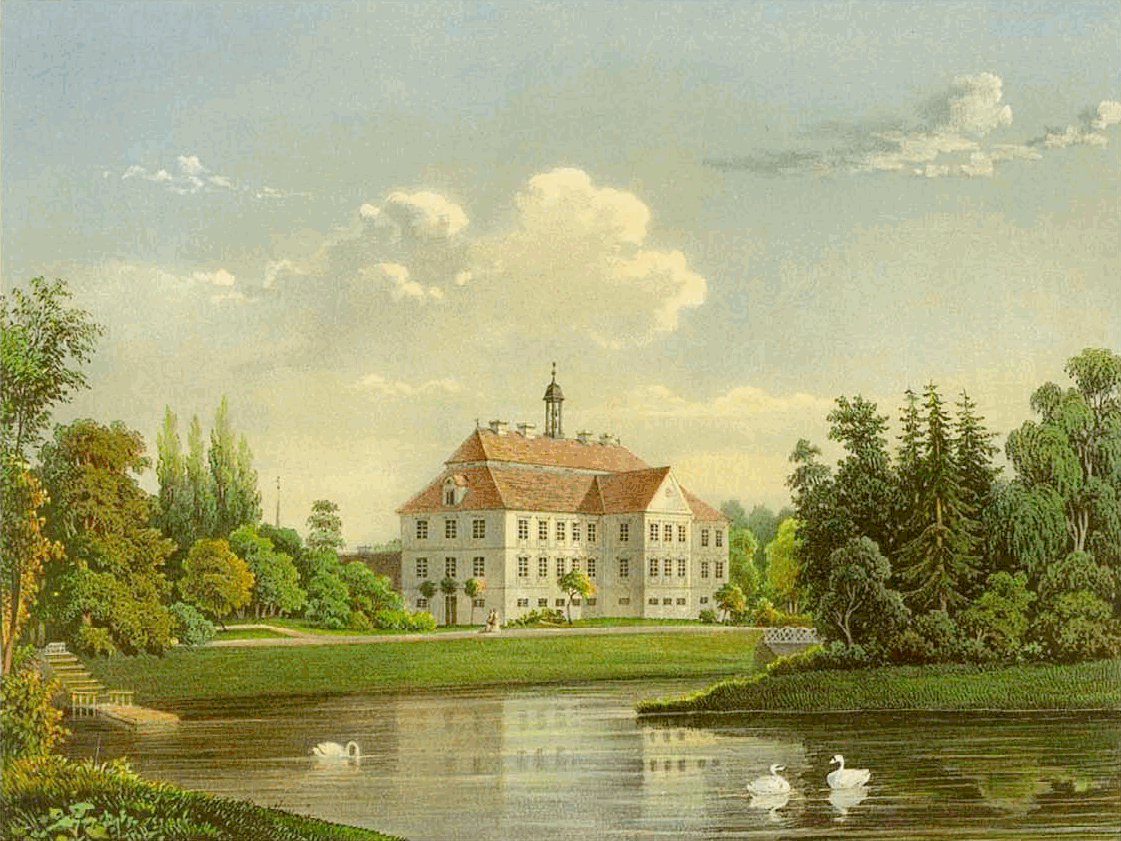
Schloss um 1857/58, Sammlung Alexander Duncker

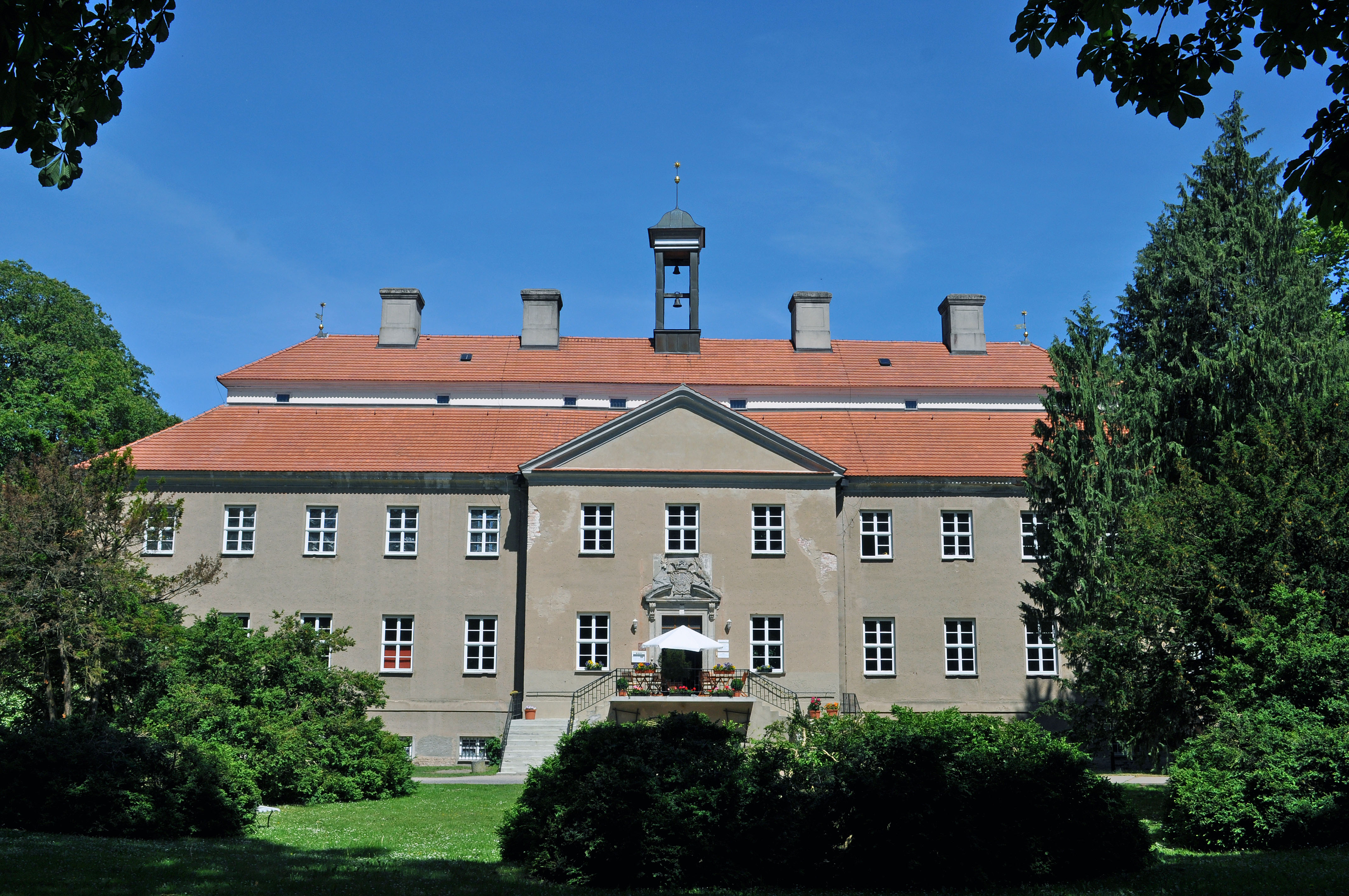
Schloss Griebenow

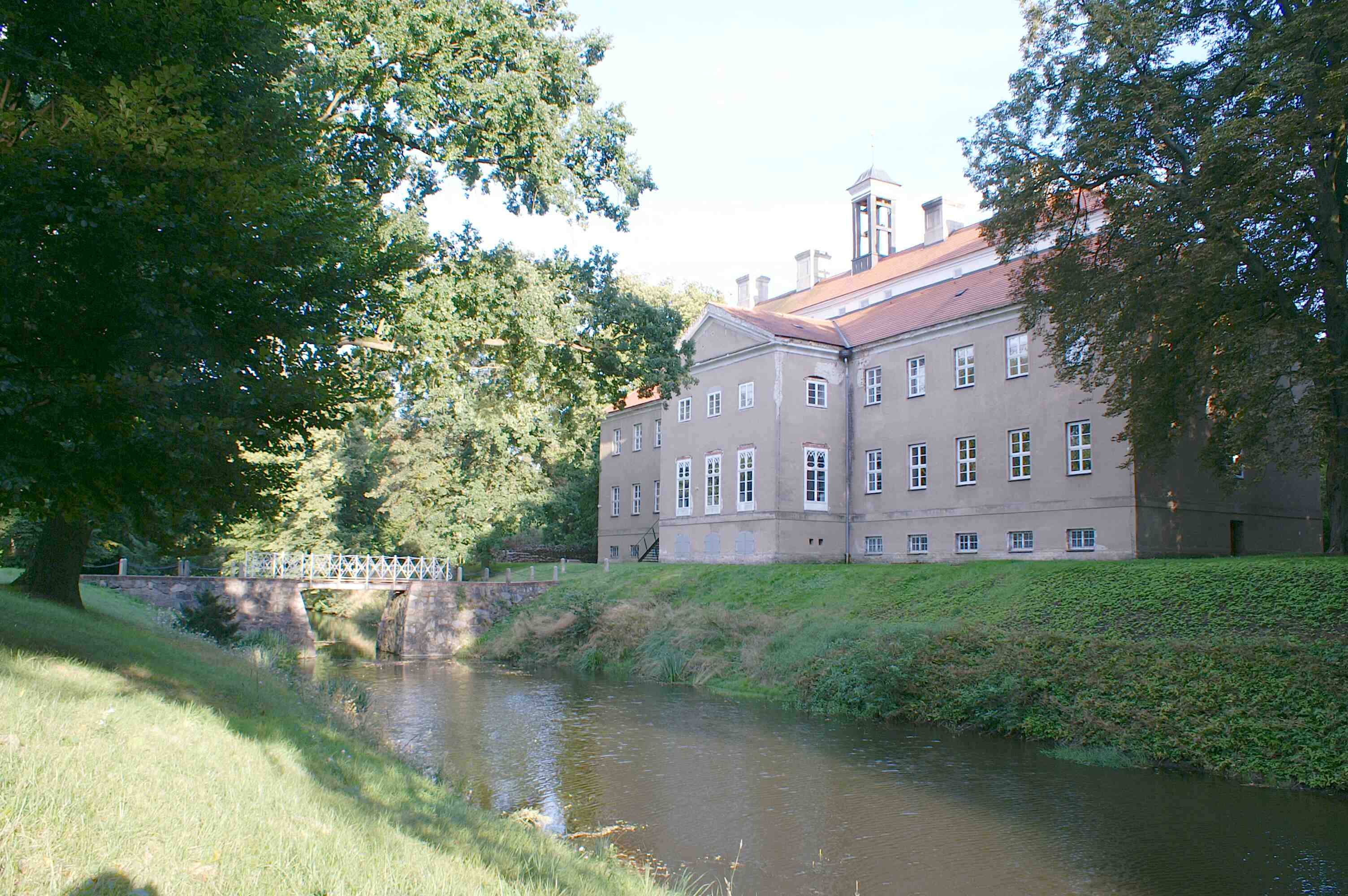
Schloss Griebenow – Parkseite

Das Schloss Griebenow befindet sich in der Gemeinde Süderholz im Landkreis Vorpommern-Rügen. Es wurde 1709 errichtet und gehört mit dem Gutspark und den erhaltenen Wirtschaftsgebäuden und einer bemerkenswerten Kirche zu einem denkmalgeschützten Gesamtensemble im Ort Griebenow, neun Kilometer westlich von Greifswald.

## Geschichte
Das Gut Griebenow wurde nach 1219 vom Zisterzienserkloster Eldena gegründet und 1248 erstmals urkundlich erwähnt. Im Rügischen Erbfolgekrieg siegten 1327 in einer Schlacht bei Griebenow die Greifswalder über die Mecklenburger. In der ersten Hälfte des 14. Jahrhunderts gab das Kloster Eldena diesen Besitz wahrscheinlich auf. In einem Bederegister von 1343 wurden für die 32 Hufen mehrere Lehensnehmer genannt, fast die Hälfte gehörten einer Familie von Rausche. Im 15. Jahrhundert gehörte dieser Familie dann der gesamte Ort Griebenow.
Im Dreißigjährigen Krieg starben die von Rausches aus und Gut Griebenow fiel an die schwedische Krone. Gerdt Anthon von Rehnskiöld wurde 1648 von der schwedischen Königin Christina mit dem Gut belehnt. Er war im soeben zu Ende gegangenen Krieg Feldkämmerer der schwedischen Armeen in Deutschland gewesen und hatte für diese den Nachschub organisiert. Als Belohnung für seine Dienste erhielt er die Güter Griebenow, Willershusen und Hohenwarth in Pommern sowie Stensätra in Södermanland. Schon 1639 war er unter dem Namen Rehnskiöld in den schwedischen Adel aufgenommen worden, nachdem sein ursprünglicher Name Kewenbringk gewesen war (eine Linie der von Keffenbrinck aus dem Münsterland war um 1570 nach Schweden ausgewandert). 1640 wurde er Oberkämmerer für das besetzte Mecklenburg und 1649 für Schwedisch-Pommern, ab 1653 war er auch Kurator der Universität Greifswald. Nach seinem Tod 1658 wurde er in der von ihm 1648 bis 1654 errichteten Familiengruft in der Schlosskapelle Griebenow beigesetzt. Die Kapelle ist ein bemerkenswerter und seltener 15-seitiger Fachwerk-Zentralbau. Er wurde 1948 restauriert.
Erst 1702 erbte sein Sohn, Feldmarschall Carl Gustaf von Rehnskiöld, das Gut von seinem Neffen Franz Anton (1676–1702), dem Sohn seines älteren Bruders Axel (1649–1677). Dieses war in einem so schlechten Zustand, dass das Schloss abgerissen und 1707 bis 1709 neu errichtet wurde. Es war eines der größten nichtköniglichen Schlösser der spätkarolinischen Zeit und ist eines der baulichen Zeugnisse der schwedischen Herrschaft in Norddeutschland. Vergleiche mit anderen Schlossanlagen Schwedens deuten auf den bekannten schwedischen Architekten des Barock Nicodemus Tessin der Jüngere und sein Umfeld für die Entwürfe Griebenows hin.

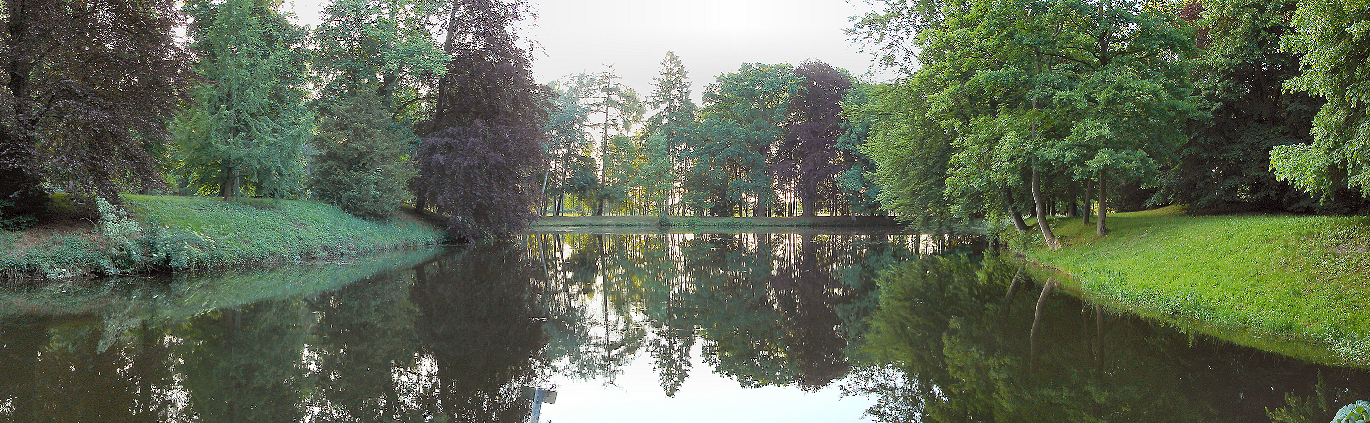
Schlosspark

1706 wurde erstmals der neu angelegte „Lustgarten“ erwähnt. Wesentliches Element der Gestaltung war die als Lindenallee ausgebildete Hauptachse und ein Schlossteich mit einer rechteckigen Insel. Zwei unterschiedliche Fassungen der Parkanlage sind in Kartenblättern von 1761 und 1836 belegt.
Nachdem der Feldmarschall 1722 ohne Leibeserben verstorben war, kam Griebenow an die Linie von Keffenbrinck, unter anderem an Ehrenfried Heinrich August Freiherr von Keffenbrinck (1786–1875), verheiratet mit Jeanette Freiin Schoultz von Ascheraden-Nehringen (1795–1855). Der Grundbesitzer trug dann den Zusatz Griebenow und war der Besitzer des gleichnamigen Familienfideikommiss, erhielt 1847 den preußischen Grafenstand mit dem Doppelnamen Keffenbrinck-Griebenow. In der ersten Hälfte des 19. Jahrhunderts wurden Veränderungen im und am Schloss vorgenommen. Die Fassade wurde mit klassizistischen Elementen verziert und einige Räume und das Treppenhaus umgestaltet. Später wurden vor dem Schloss ein „Ehrenhof“ angelegt, eine vierreihige Kastanienallee gepflanzt, Wirtschaftsgebäude und Marstall errichtet und der Park landschaftlich überformt. Bis 1910 wurden so Schloss, Wirtschaftsgebäude und Parkanlage zu einer geschlossenen Anlage umgestaltet. Diese Bautätigkeit ist dem Landrat und Ehrenritter des Johanniterordens Ernst Graf von Keffenbrinck-Griebenow zuzuschreiben. Vor Ausbruch des Ersten Weltkrieges weist das Pommersche Güteradressbuch den zu Griebenow zugehörigen Besitz mit einer Größe von 640 ha aus, davon 30 ha Wald. Geführt wurde der Gutsbetrieb durch einen Verwalter und einen Oberinspektor.
Mit dem Tode von Graf Siegfried von Keffenbrink-Griebenow († 1920) fand das Geschlecht sein Ende. Die Freiherren von Langen-Keffenbrinck traten als Erben in die Besitznachfolge des Fideikommiss Griebenow ein. Der Politiker Friedrich Ernst von Langen erhielt 1922 auf Grund der Satzung des gräflichen Keffenbrinck’schen Familienfideikommiss, ursächlich aus 1854 stammend, die Genehmigung den Zusatznamen von Keffenbrinck zu führen.
Bis 1935 erfolgte eine private Nutzung des Gutes durch diese Familie. Die Besitzer ließen allerdings den Park verwildern. 1939 lebte die Gutsbesitzerfamilie auf dem 717 ha großen Gut Alt Plestlin. 1945 erfolgte die Enteignung durch die Bodenreform in der Sowjetischen Besatzungszone.
Bis 1947 war das Schloss Müttergenesungsheim, dann bis 1958 Außenstelle der Universitätskliniken für Tuberkulose-Kranke. 1958 übernahm der Kreis Grimmen das Gut und richtete im Schloss ein Pflegeheim ein.
Die Instandhaltungsarbeiten während der DDR-Zeit 1974 konnten den Betrieb des Schlosses nur notdürftig gewährleisten. Es waren keine der Wertigkeit der Schlossanlage gerechten Arbeiten möglich und deshalb waren die baulichen Mängel 1988 so groß, dass das Schloss freigezogen werden musste. Eine ab 1989 geplante Restaurierung wurde nicht mehr durchgeführt und das Gebäude stand bis 1998 leer.
1992/93 wurden vom Kreis Grimmen über eine Million DM in die Dach- und Fenstersanierung sowie die Wiedererrichtung des Glockenturms investiert. Zurzeit (2020–2024) wird das Schloss renoviert.

## Heutige Nutzung
Seit dem 1. Mai 2003 ist der „Barockschloss zu Griebenow e. V.“ Eigentümer des Schlosses. Der Verein betreibt dieses als kulturelles Begegnungszentrum und führt Ausstellungen, Konzerte, Oster- und Adventsmärkte, Modenschauen und Malzirkel durch. Man kann Hochzeiten, Jubiläen und Familienfeste feiern. Über 10.000 Besucher kommen im Jahr.